# Ola Abu Alghaib
Ola Abu Al Ghaib ou Ola Abualghaib (em árabe: علا أبو الغيب) é uma ativista palestina dos direitos das pessoas com deficiência. Em agosto de 2019, foi nomeada Gerente da Secretaria Técnica da Parceria das Nações Unidas sobre os Direitos das Pessoas com Deficiência (UNPRPD).
Abu Al Ghaib liderou o desenvolvimento e a implementação do Quadro Operacional Estratégico (QOE) para 2020-2025 da organização, que posiciona o Fundo Fiduciário Multi-Parceiros da Parceria das Nações Unidas sobre os Direitos das Pessoas com Deficiência (UNPRPD MPTF) como um ator-chave no apoio aos países para promoção e a inclusão das pessoas com deficiência. Baixo a sua direção, foram criados e aprovados mais de 40 programas em cinco regiões diferentes.
Abu Al Ghaib foi reconhecida na Apolitical's Gender Equality Top 100 como uma pessoas mais influentes na política global no ano 2019.

## Infância e educação
Abu Al Ghaib nasceu em Nablus, Cisjordânia, Palestina e quando tinha doze anos perdeu o uso das pernas. Devido a isto foi forçada a ficar em casa por três anos sem frequentar a escola. Depois das escolas próximas se recusaram a matriculá-la devido às suas condições de saúde mudou-se para Belém, onde se matriculou numa escola privada. Inicialmente foi aceita coma estudante observacional, mas ela foi oficialmente aceita depois de obter as notas mais altas em sua turma.
Durante o ensino secundario, Abu Al Ghaib trabalhou junto com o departamento de fisioterapia da Universidade de Belém para incluir personagens com deficiências em algumas histórias infantis conhecidas. Ela foi premiada com uma bolsa de estudos pelo Ministério de Assuntos Sociais da Palestina e por uma organização alemã para pessoas com deficiência em reconhecimento em reconhecimento ao seu papel ativo na comunidade de estudantes com deficiência na Palestina.
Abu Al Ghaib é diplomada em Literatura Inglesa e Educação pela Universidade de Belém. Tem dois mestrados um em Gerenciamiento de Projetos pela Universidade Bir Zeit em Ramallah e outro em Poder, Participação e Mudança Social no Instituto de Estudos para o Desenvolvimento na Universidade de Sussex. Também é doutora em Políticas de Proteção Social e Deficiência em Países de Renda Média Baixa pela East Anglia University. 

## Carreira
Abu Al Ghaib iniciou a sua carreira advogando pelo seu direito a um campus universitário acessível. O que a levou a conseguir um cargo no comitê de construção do campus, por meio do qual adaptou o campus universitário para fazê-lo mais acessível aos estudantes com deficiência.
Ela fundo a Stars of Hope Society (Sociedade Estrelas da Esperança),  uma organização voltada para responder às necessidades das mulheres com deficiência e apoiá-las na realização dos seus direitos.
Ela desempenhou um papel fundamental na promoção dos direitos das pessoas com deficiência, especialmente das mulheres, em ambientes fragilizados e afetados por crises nos Estados Árabes, em África e na Ásia.
Durante a sua carreira, a Abu Al Ghaib apoiou programas educativos para pessoas com deficiência nos níveis nacional, regional e internacional  em colaboração com sistema das Nações Unidas para dar apoio na inclusão e integração das pessoas com deficiência Foi consultora para o Banco Mundial e para outras agências das Nações Unidas, incluindo a Organização Mundial da Saúde (OMS); Organização Internacional do Trabalho (OIT); Organização das Nações Unidas para a Educação, a Ciência e a Cultura (UNESCO); e Fundo das Nações Unidas para a Infância (UNICEF).
Foi Diretora Adjunta da Leonard Cheshire International no Reino Unido desde 2016 até 2018, quando foi promovida a Diretora Global de Influencia, Impacto e Aprendizagem. Neste cargo desenvolveu atividades de análise de políticas, desenho de programas, avaliação de gerenciamento, pesquisa e criação de estratégias de advocacia. Também liderou os esforços da organização no desenvolvimento inclusivo de pessoas com deficiência.
Em 2019, Abu Al Ghaib foi nomeada Secretaria Técnica da Parceria das Nações Unidas sobre os Direitos das Pessoas com Deficiência (UNPRPD).

## Outras atividades e reconhecimentos
- Membro do Conselho do Global Disability and Innovation Hub – Londres (2017-presente)
- Vice-presidente do Consórcio Internacional para Deficiência e Desenvolvimento (IDDC) Bruxelas (2017–2019)
- Membro do Grupo Principal no Together2030, Nova York, EUA (2017–2019)
- Membro do Conselho da ADD UK (2015–2017)
- Synergos Fellow (Inovadores Sociais do Mundo Árabe – AWSI) (2011)
- Prêmio Internacional Mulher de Coragem concedido pelo Consulado Americano (2011)
- Membro do Conselho do Disability Rights Fund Boston, EUA (2008–2020)
- Ashoka Fellow (Empreendedor Social) (2007)
- Membro consultor global da UK Research and Innovation (UKRI) e da Fordham University (EUA)
- Professor visitante na School of International Development da Universidade de East Anglia[8]